# John O’Malley
John William O’Malley (ur. 11 czerwca 1927 w Tiltonsville, zm. 11 września 2022 w Baltimore) – amerykański jezuita, historyk Kościoła.

## Życiorys
W 1945 ukończył szkołę średnią, następnie przez jeden semestr studiował na John Carroll University w Cleveland. W 1946 wstąpił do nowicjatu jezuickiego prowincji Chicago. Przez trzy lata studiował filozofię w West Baden College w West Baden Springs, następnie uczył historii w Saint Ignatius High School w Chicago. W 1956 powrócił do West  Baden College, żeby studiować teologię. 14 czerwca 1959 przyjął święcenia kapłańskie. W 1960 wyjechał do Austrii, gdzie przygotowywał się do trzeciej profesji. Planował podjęcie studiów nad niemiecką kontrreformacją. Ostatecznie jednak zainteresował się historią Włoch. W tym samym roku rozpoczął studia doktoranckie na Uniwersytecie Harvarda. Tam pod kierunkiem Myrona P. Gilmore'a podjął badania nad włoskim renesansem. W 1963 otrzymał dwuletnie stypendium w American Academy w Rzymie. Bezpośrednio przed wyjazdem do Europy, 15 sierpnia 1963 złożył trzecią (ostatnią) profesję. W 1965 obronił na Uniwersytecie Harvarda pracę doktorską poświęconą Egidio di Viterbo.
W 1965 powrócił do Stanów Zjednoczonych. W latach 1965–1979 pracował w na Uniwersytecie w Detroit, najpierw na Wydziale Historycznym, następnie na Wydziale Studiów Religioznawczych, którym kierował w latach 1976-1979. W latach 1979–2006 pracował w Weston School of Theology w Cambridge (Massachusetts). Od 2006 był profesorem historii Kościoła na Wydziale Teologicznym Uniwersytetu Georgetown. W czerwcu 2020 przeszedł na emeryturę i zamieszkał w jezuickiej wspólnocie Saint Claude de la Colombiére w Baltimore.
Uczestniczył w 32 (1974-1975) i 33 (1983) Kapitule Generalnej swojego zakonu.
Od 1995 był członkiem Amerykańskiej Akademii Sztuk i Nauk, od 1997 należał do Amerykańskiego Towarzystwa Filozoficzne, w latach 2010-2016 był jego wiceprzewodniczącym. W 1990 był przewodniczącym American Catholic Historical Association, w latach 1998-2000 przewodniczącym Renaissance Society of America.
W 2016 otrzymał Harvard Centennial Medal, w 2017 George E. Ganss, S.J. Award, w 2019 Uniwersytet Villanova przyznał mu Medal Civitas Dei. Za całokształt osiągnięć swoje nagrody przyznały mu także Society for Italian Historical Studies (2002), Renaissance Society of America (2005) i American Catholic Historical Association (2012).
Opublikował m.in.:
- Praise and blame in Renaissance Rome. Rhetoric, doctrine, and reform in the sacred orators of the papal court, c. 1450-1521 (1979) – nagrodzona Marraro Prize przyznawaną przez Amerykańskie Towarzystwo Historyczne[4]
- Catholicism in early modern history. A guide to research (1988)
- The first Jesuits (1993) – wyd. polskie Pierwsi jezuici (wyd. WAM, Kraków 1999) – nagrodzona the Jacques Barzun Prize przez Amerykańskie Towarzystwo Filozoficzne i the Philip Schaff Prize przez American Catholic Historical Association[4]
- Trent and all that. Renaming Catholicism in the early modern era (2000) – nagrodzona the Roland Bainton Prize[4]
- Four cultures of the West (2004)
- What happened at Vatican II (2008) – wyd. polskie Co się zdarzyło podczas Soboru Watykańskiego II (wyd. WAM, Kraków 2011)
- A history of the popes. From Peter to the present (2010) – wyd. polskie Historia papieży (wyd. WAM, Kraków 2011)
- Saints or Devils Incarnate? Studies in Jesuit History (2013)
- Trent. What happened at the council (2013) – wyd. polskie Trydent. Co się zdarzyło podczas soboru (wyd. WAM, Kraków 2014) nagrodzona the John Gilmary Shea Prize[11]
- The Jesuits. A history from Ignatius to the present (2014) – wyd. polskie Krótka historia jezuitów (wyd. WAM, Kraków 2021)
- Catholic history for today's church. How our past illuminates our present (2015)
- Vatican I. The council and the making of the ultramontane church (2018)
- The education of a historian. A strange and wonderful story (2021)